# Clypeobarbus congicus
Clypeobarbus congicus es una especie de peces de la familia Cyprinidae, orden Cypriniformes.
Son peces dulceacuícolas del río Congo que pueden llegar alcanzar los 7,5 cm de longitud total.